# 富勒生理学教授
富勒生理学教授（英語：Fullerian Professor of Physiology）是一个荣誉职位，由约翰·“疯狂杰克”·富勒在英格兰伦敦的英国皇家科学研究所设立。

## 历届富勒生理学教授名单
- 1834–1837 Peter Mark Roget
- 1837–1838 罗伯特·爱德蒙·格兰特
- 1841–1844 Thomas Rymer Jones
- 1844–1848 William Benjamin Carpenter
- 1848–1851 威廉·威西·古尔
- 1851–1855 Thomas Wharton Jones
- 1855–1858 托马斯·亨利·赫胥黎（第一次）
- 1858–1862 理查·歐文
- 1862–1865 John Marshall
- 1865–1869 托马斯·亨利·赫胥黎（第二次）
- 1869–1872 Michael Foster
- 1872–1875 William Rutherford
- 1875–1878 阿尔弗雷德·亨利·加罗德
- 1878–1881 爱德华·阿尔伯特·沙佩-谢弗
- 1881–1884 约翰·格雷·麦肯特列克
- 1884–1886 亚瑟·甘吉
- 1887（空缺）
- 1888–1891 George John Romanes
- 1891–1894 维克托·霍斯利
- 1894–1897 查尔斯·斯图尔特
- 1897–1898 Augustus Desiré Waller
- 1898–1901 雷·兰克斯特
- 1901–1904 艾伦·麦克法登
- 1904–1906 路易斯·康普顿·迈阿尔
- 1906–1909 威廉·斯特林
- 1909–1912 弗雷德里克·沃克·莫特
- 1912–1915 威廉·贝特森[2]
- 1915–1918 查尔斯·斯科特·谢灵顿
- 1918–1924 阿瑟·基思
- 1924–1927 约瑟夫·巴克罗夫特
- 1927–1930 朱利安·赫胥黎
- 1930–1933 约翰·伯顿·桑德森·霍尔丹
- 1933–1935 格拉夫顿·E·史密斯
- 1935–1937 爱德华·梅兰比
- 1937–1941 弗雷德里克·基布尔
- 1941–1944 杰克·德鲁蒙
- 1944–1947 詹姆斯·格雷
- 1947–1953 爱德华·詹姆斯·索尔兹伯里
- 1953–1957 哈罗德·M·福克斯
- 1957–1961 约翰·扎卡里·杨
- 1961–1967 理查德·约翰·哈里森
- 1967–1973 安德魯·赫胥黎
- 1973–1979 马克斯·佩鲁茨
- 1979–1985 大卫·奇尔顿·菲利浦斯
- 1985–1991 约翰·伯特兰·格登
- 1991–1999 安妮·麥克拉倫
- 1999–2010 苏珊·格林菲尔德